# 過錳酸
在化學中，過錳酸（英語：Permanganic acid）也称为 "高锰酸"，化學式為HMnO4，是一種無機酸，是七氧化二錳（化學式：Mn2O7）與水反應的產物，是一種一元酸，有強氧化性。過錳酸是強電解質，可以解離出過錳酸根離子和氫離子，具强酸性。

## 結構
過錳酸的結構是一個七價的錳，有三個雙鍵與錳配位的氧，和一個單鍵與錳共價的氧，該氧再與氫化合形成共價鍵，形狀為三個雙鍵與錳配位的氧與錳原子在一個平面上，然後與氫形成共價鍵的氧在垂直於該平面過錳的直線上，呈一個三角錐體，然而解離後，形成氫離子根過錳酸根離子，此時過錳酸根離子呈現與四個氧原子共振的穩定四面體結構。

## 製備
可以透過七氧化二錳與水反應而制得，但由於反應劇烈，相對危險。
可以透過硫酸錳與二氧化鉛在硫酸中反應制得，反應後會生成過錳酸，並產生硫酸鉛沉澱。
{\displaystyle {\ce {2MnSO4 + 5 PbO2 + 3H2SO4 -> 2HMnO4 + 5PbSO4 + 2H2O}}}

## 過錳酸鹽
過錳酸鹽是過錳酸所形成的鹽，含有四面體型的過錳酸根離子 MnO4−，其中錳的氧化態為 +7，有強氧化性。過錳酸鉀是最重要的過錳酸鹽，為紫色的針狀晶體。